# Феодосийский 134-й пехотный полк
134-й пехотный Феодосийский полк — пехотная воинская часть Русской императорской армии.
Полковой праздник — 27 ноября.
Старшинство с 14 февраля 1831 года.

## История полка

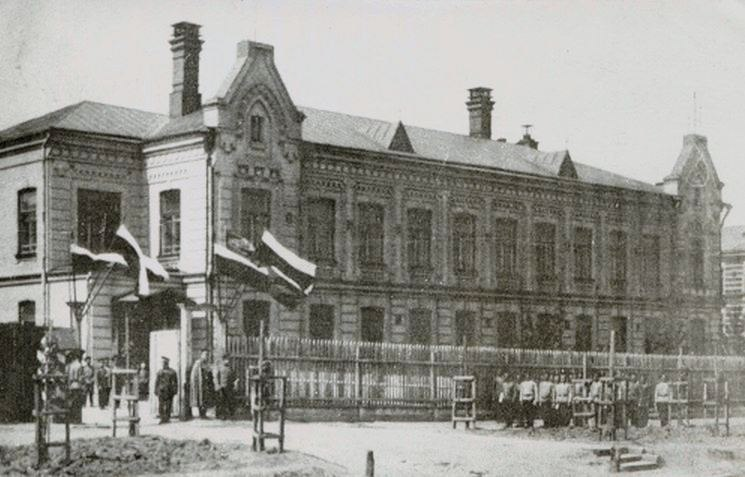
Офицерское собрание и штаб Феодосийского полка, 1910-е годы. Город Екатеринослав

Полк был сформирован в апреле 1863 года из 4-го кадрового и резервных 5-го и 6-го батальонов Прагского пехотного полка как Прагский резервный полк. Каждый из этих батальонов до 1884 имел собственную историю, старшинство и знаки отличия. К августу 1863 года полк приведён в трёхбатальонный состав. С 13 августа 1863 именовался как Феодосийский пехотный полк, а 25 марта 1864 года к имени полка был присоединён № 134-й. В 1879 году сформирован 4-й батальон полка. 18 марта 1884 года всем батальонам полка присвоено старшинство от даты формирования Прагского пехотного полка, как части, сформированной из его половины. Тогда же переписана и история части, ставшей таким образом до 1863 года копией истории Прагского пехотного полка, одновременно с этим изменялись знаки отличия батальонов, входивших в состав полка.
Дислоцировался в Екатеринославе. Входил в состав 34-й пехотной дивизии 7-го армейского корпуса.

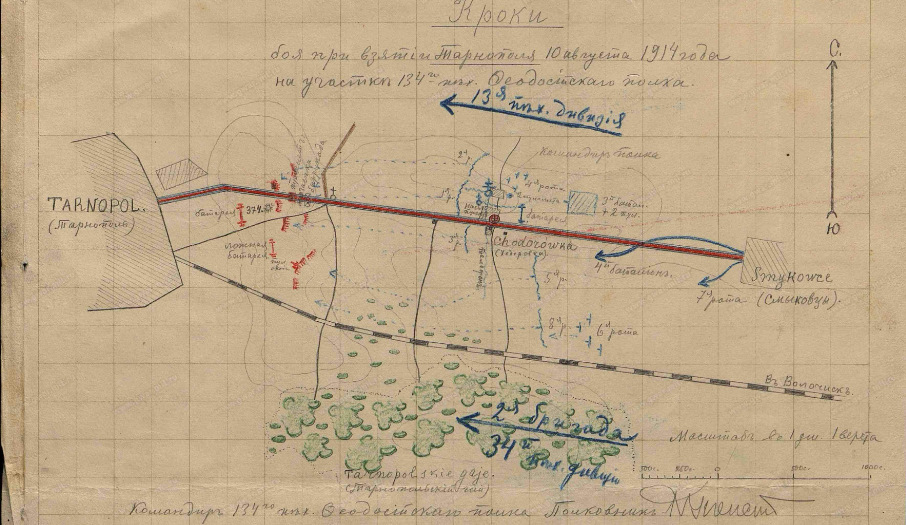
Схема боя Феодосийского 134-го пехотного полка при взятии Тарнополя 10 августа 1914 года по старому стилю

Боевые Кампании полка (с 1863 года) 
- Первая мировая война

Бои у Тарнополя 10 августа 1914
Полк выдвигался 2 колонами для овладения городом Тарнополь. Правая колона подполковника Люткевича на южную окраину между шоссе и железной дорогой, авангард правой колоны составлял 3 батальона и вышел на северную окраину деревни Романувка в 7 утра. После разведки к 10-30 выбили противника из окопов и обнаружили на высотах восточнее Тарнополя окопы и в них движение. Замечено было скопление противника в кирпичного завода,  была произведена атака, во время которой была форсирована река Серет. После захвата города полком была сделана остановка на южной окраине. Отличились — капитан Ульянов, штабс-капитан Бабиченко-Бабич.
Полк отличился в Янчинском бою 16-17 августа 1917 г.

### 1-й батальон полка
1-м батальоном полка с 1863 года стал 4-й батальон Прагского пехотного полка. Этот батальон был сформирован 9 февраля 1834 года как 4-й действующий батальон Прагского пехотного полка, ему было установлено старшинство с 1711 года, как сформированному из чинов 1-го батальона Прагского полка, имевшего это старшинство (от Цитадельского полка Рижского гарнизона). 11 апреля 1834 года пожаловано простое знамя без надписи. 20 июня 1838 года к знамени батальона пожалована юбилейная лента. 19 марта 1850 года пожаловано Георгиевское знамя с надписью «За взятие приступом Темешскаго ущелья, в Трансильвании, в 1849 году». 30 августа 1856 года пожаловано Георгиевское знамя с новой надписью: «За взятие приступом Темешскаго ущелья в Трансильвании в 1849 году и за Севастополь в 1854—1855 годах». Впоследствии это знамя стало полковым знаменем 134-го Феодосийского полка. 6 апреля 1863 года перечислен в новый Прагский резервный полк, составив его 1-й батальон. Приказом от 18 марта 1884 года старшинство батальона было упразднено и юбилейная лента сдана в арсенал. За время своего существования батальон участвовал в Венгерском походе 1849 года и в Крымской войне

### 2-й батальон полка
2-м батальоном полка с 1863 года стал 5-й батальон Прагского пехотного полка. Этот батальон сформирован был 30 апреля 1802 года как 3-й батальон Ряжского мушкетерского полка и старшинство ему было установлено с 1763 года, как сформированному из чинов 1-го и 2-го батальонов Ряжского полка, ведших историю от сформирования с 1763 года; при сформировании батальону выдано два простых знамени, из числа пожалованных Ряжскому полку 30 ноября 1797 года. 30 апреля 1814 года батальону пожаловано Георгиевское знамя с надписью «В воздаяние отличных подвигов, оказанных в благополучно-оконченную кампанию 1814 года». 9 мая 1830 года назван 3-м резервным батальоном Ряжского пехотного полка. 16 февраля 1831 года батальон отчислен на сформирование Прагского пехотного полка, составив его 3-й резервный батальон, при этом батальон сохранил Георгиевское знамя пожалованное в 1814 году. 28 января 1833 года назван 4-м резервным батальоном Прагского пехотного полка, а 9 февраля 1834 года стал 5-м резервным батальоном Прагского пехотного полка. 23 августа 1856 все чины батальона уволены в бессрочный отпуск. Летом 1863 года батальон был вновь собран из бессрочно-отпускных и рекрут как 2-й батальон Прагского резервного полка, вскоре ставшего Феодосийским пехотным полком. 15 декабря 1863 года в честь столетнего юбилея батальону пожаловано юбилейное Георгиевское знамя с надписью «В воздаяние отличных подвигов, оказанных в благополучно-оконченную кампанию 1814 года» с юбилейной лентой «1763—1863». Приказом от 18 марта 1884 года старшинство батальона упразднено, юбилейная лента сдана в арсенал, а Георгиевское знамя хотя и сохранено в батальоне, но его надпись повелено было не считать знаком отличия, принадлежавшем 134-му Феодосийскому полку.
Батальон принимал участие в следующих боевых кампаниях:
- Война третьей коалиции
- Русско-турецкая война (1806—1812)
- Отечественная война 1812 года
- Заграничный поход русской армии 1813—14 гг
- Крымская война

### 3-й батальон полка
3-м батальоном полка с 1863 года стал 6-й батальон Прагского пехотного полка. Этот батальон был сформирован 30 августа 1834 года как запасной полубатальон № 58 Прагского пехотного полка, при этом ему было установлено старшинство с 1763 года, как сформированному из чинов резервного батальона Прагского полка. 20 января 1842 года запасной полубатальон № 58 переформирован в 6-й запасной батальон Прагского пехотного полка. 10 марта 1854 года стал 6-м резервным батальоном Прагского пехотного полка. 23 августа 1856 года все чины батальона уволены в бессрочный отпуск, а 30 августа 1856 года батальону было пожаловано Георгиевское знамя с надписью «За Севастополь в 1854 и 1855 годах»(до этого в батальоне было простое знамя без надписи). Летом 1863 года батальон был вновь собран из бессрочно-отпускных и рекрут как 3-й батальон Прагского резервного полка, вскоре ставшего Феодосийским пехотным полком. 21 сентября 1865 года в честь столетнего юбилея батальону пожаловано юбилейное Георгиевское знамя с надписью «За Севастополь в 1854 и 1855 годах» с юбилейной лентой «1763—1863». Высочайшим приказом от 18 марта 1884 года старшинство батальона упразднено и юбилейная лента сдана в арсенал. Батальон принимал участие в Крымской войне.

### 4-й батальон полка
Батальон был сформирован 7 апреля 1879 года из стрелковых рот 1-го, 2-го и 3-го батальонов, при сформировании ему было выдано простое знамя 8-го запасного батальона Прагского Пехотного полка (8-й запасной батальон Прагского пехотного полка был сформирован 10 марта 1854 года, в том же году ему было выдано простое знамя без надписи, но приказом от 23 августа 1856 года он был расформирован).

## Командиры полка
- 21.04.1863 — 14.09.1864[4] — полковник Жердев, Полиевкт Никифорович
- 14.09.1864 — 16.04.1872 — полковник Григорьев, Михаил Яковлевич
- 04.05.1872 — 15.09.1873 — полковник Берг, Иван Александрович
- 15.09.1873 — 15.05.1883 — полковник Краузе, Степан Адамович
- 17.06.1883 — 15.07.1889 — полковник Милорадович, Пётр Михайлович
- 31.07.1889 — 10.02.1893 — полковник Шувалов, Павел Петрович
- 24.02.1893 — 03.01.1895 — флигель-адъютант полковник Троцкий, Владимир Иоанникиевич
- 03.01.1895 — 06.09.1899 — полковник Покровский, Алексей Матвеевич
- 02.10.1899 — 18.03.1900 — полковник Саввич, Павел Сергеевич
- 27.04.1900 — 31.03.1904 — полковник Крат, Николай Аггеевич
- 05.04.1904 — 12.04.1908 — полковник Емельянов, Александр Андреевич
- 08.05.1908 — 07.01.1914 — полковник Тальгрен, Владимир Павлович
- 08.01.1914 — 25.03.1915 — полковник Кусонский, Павел Михайлович
- 27.03.1915 — 03.02.1916 — полковник (с 27.01.1916 генерал-майор) Семёнов, Иосиф Владимирович
- 03.02.1916 — 13.03.1917 — полковник Коваленко Владимир Фёдорович
- 31.03.1917 — 23.07.1917 — полковник Смоленский, Стефан Янович
- 23.07.1917 — хх.хх.хххх — полковник Мальчевский, Павел Адамович

## Знаки отличия полка
- Георгиевское знамя 1856 года с надписью «За взятие приступом Темешского ущелья в Трансильвании в 1849 году и за Севастополь в 1854—1855 годах» (пожалованное 1-му батальону полка)
- В полку также хранилось Георгиевское знамя 2-го батальона с надписью «В воздаяние отличных подвигов, оказанных в благополучно оконченную кампанию 1814 года», но это отличие не считалось принадлежавшим 134-му Феодосийскому полку, и при предполагаемой выдаче нового общеполкового знамени (не последовавшего из-за крушения империи), подлежало сдаче в арсенал.

## Известные люди, служившие в полку
- Ирман, Владимир Александрович
- Акимов, Павел Иванович — штабс-капитан, Г4 (ВП от 25.06.1916), ГО (ВП от 15.11.1916).
- Антонович, Адам-Фелициан Адамович — подполковник, ГО (ВП от 04.08.1916).
- Бабиченко-Бабич, Иван Ерофеевич — подполковник, Г4 (ВП от 13.01.1915), ГО (ВП от 29.05.1916).
- Бабылкин, Анатолий Петрович — капитан, ГО (ВП от 15.11.1916).
- Богданов, Филипп Саввич — подполковник, ГО (ПАФ от 08.05.1917).
- Вишневский, Александр Александрович — штабс-капитан, Г4 (ВП от 25.06.1916), ГО (ВП от 13.11.1916).
- Вржосек, Константин Людвигович — капитан, Г4 (ПАФ от 04.04.1917).
- Иванов, Сергей Анатольевич — штабс-капитан, Г4 (ВП от 17.10.1915), ГО (ВП от 15.11.1916), убит 8 ноября 1916 года.
- Кобылка, Георгий Петрович — подполковник, Г4 (ВП от 25.06.1916), ГО (ПАФ от 08.05.1917).
- Козырь, Максим Евсеевич — генерал-майор РККА, Герой Советского Союза, служил и воевал в полку в 1911—1915 годах.
- Куркчи, Павел Михайлович — подпоручик, Г4 (ПАФ от 04.04.1917), убит 24 июня 1916 года.
- Кусонский, Павел Михайлович — полковник, ГО (ВП от 24.02.1915).
- Лысань, Василий Гаврилович — капитан, ГО (ВП от 10.12.1915).
- Люткевич, Михаил Григорьевич — полковник, ГО (ВП от 10.11.1915), Г4 (ПАФ от 12.10.1917).
- Мельников, Василий Иванович — подполковник, ГО (ПАФ от 28.04.1917).
- Макаров, Павел Васильевич — прапорщик армейской пехоты, со старшинством с 1917 года; младший офицер, шифровальщик полка. Впоследствии революционер, советский разведчик и писатель.

## Другие части этого имени
- Феодосийская инвалидная команда корпуса Внутренней Стражи. Сформирована 27 апреля 1811 года. Участвовала в обороне Феодосии в 1854-1855 годах, упразднена в 1881 именуясь Феодосийской местной командой.
- Феодосийская карантинная рота Карантинной Внутренней стражи. Сформирована 20 октября 1832 года. Участвовала в обороне Феодосии в 1855-1856 годах, впоследствии Феодосийская карантинная полурота.
- Феодосийский конный полк. Сформирован 24 января 1808 года как иррегулярный. В 1814 году расформирован. см Крымский конный полк